# Raised by Wolves (canción)
«Raised by Wolves» es el primer sencillo del álbum The Drug in Me Is You, de la banda estadounidense de post-hardcore Falling in Reverse, fue lanzado el 7 de junio de 2011. El vídeo musical tiene más de 10 millones de visitas en YouTube.

## Antecedentes
La canción fue escrita por Ronnie Radke mientras estaba en prisión, la canción fue lanzada el 7 de junio de 2011 vía Epitaph Records. La canción según Ronnie, es una respuesta a su antigua banda la banda Escape the Fate y a la canción This War Is Ours, el vídeo musical es un vídeo en vivo de la canción en su gira llamada The Trug in Me Is You y fue publicado el 23 de febrero de 2012.

## Personal
Falling in Reverse
- Ronnie Radke - voz, sintetizador
- Jacky Vincent - guitarra líder
- Derek Jones - guitarra rítmica, coros
- Nason Schoeffler - bajo, coros

Adicional
- Bryan Ross - batería, compositor
- Michael "Elvis" Baskette - producción, mezcla, masterización, programación, compositor
- David Holdredge - compositor

Video musical
- Ronnie Radke - voz
- Jacky Vincent - guitarra líder
- Derek Jones - guitarra rítmica, coros
- Ron Ficarro - bajo, coros
- Ryan Seaman - batería, coros